# Corticattus latus
Espèce
Corticattus latus est une espèce d'araignées aranéomorphes de la famille des Salticidae.

## Distribution
Cette espèce est endémique de la province de Pedernales en République dominicaine,.

## Description
La carapace du mâle holotype mesure 1,3 mm de long et l'abdomen 1,4 mm et la carapace de la femelle paratype mesure 1,3 mm de long et l'abdomen 1,6 mm.

## Publication originale
- Zhang & Maddison, 2012 : New euophryine jumping spiders from the Dominican Republic and Puerto Rico (Araneae: Salticidae: Euophryinae). Zootaxa, no 3476, p. 1-54.